# ももかさくら
ももか さくら（ももか さくら、1992年4月10日- ）は、日本のグラビアアイドル、元AV女優である。着エロアイドルを経て、2011年にMOODYZよりAVデビューした彼女は、「童顔巨乳」として知られている。

## 生い立ち
自由な父と厳格な母の下で育った。小学生の時に茶道を習っていた。小学生から始めたテニスに打ち込み、中学校と高校でもテニス部に所属した。
胸が大きくなり出したのは中学校2年の時で、CカップからDカップに成長した。初体験は16歳の時で相手は、中学生の時に通っていた塾の講師だった。初体験の時にハメ潮吹きしたと語っている。私生活での男性経験はその塾講師を含めた4人で、いずれも20歳以上年上だった。

## 経歴

### 着エロアイドル時代
2010年12月16日にイメージビデオ『ノーモザ ももかさくら』でデビュー。2011年2月に『モミズム』、同年3月に『ゲキ着!IDOL』と着エロレーベル作品に出演した。

### AV女優時代
昔から好奇心旺盛だった彼女は、色々な世界を覗いてみたいという気持ちが強く、「色々な体験をしたい」と思いAV女優への転身を決めた。2011年5月13日にMOODYZより『敏感ロリータGカップ着エロアイドルAV解禁!!』でデビューを果たした。
2012年9月よりももかさくらから桜咲ひなに改名した。
11月29日には、「桜咲ひなちゃんとしゃぶしゃぶパーティー」が東京都港区のしゃぶしゃぶ屋で行われた。
2015年12月5日に、自身のtwitterで7月に引退していたことを発表した。

## 人物
趣味、特技は、乗馬、テニス、料理である。

## 出演作品

### イメージビデオ
- ノーモザイク（2010年12月16日、グラッツコーポレーション）
- モミズム（2011年2月10日、グラッツコーポレーション）
- ゲキ着!IDOL（2011年3月5日、グラッツコーポレーション）
- 新世界（2012年5月23日、INTEC Inc）
- 新世界FEVER お兄ちゃんずっと見守って…（2012年8月25日、ターンテーブル）
- ドラスティック チャレンジ vol.7（2013年2月20日、ドラスティック）「桜咲ひな」名義

### アダルトビデオ

#### 「ももかさくら」名義
2011年
- 敏感ロリータGカップ着エロアイドルAV解禁（5月13日、MOODYZ）
- いいなり巨乳女子校生（6月13日、MOODYZ）
- 柔かくて優しいパイズリSEX。（7月13日、MOODYZ）
- 甘えん坊淫語（8月13日、MOODYZ）
- ムチっとスポコス!!（9月13日、MOODYZ）
- ご奉仕潮吹き爆乳メイド（10月13日、MOODYZ）
- アイドルソープ（11月13日、MOODYZ）
- ロリ爆乳人妻の勝手に誘惑ムチムチノーブラ生活（12月13日、MOODYZ）

2012年
- 恥じらいオッパイ Gカップ巨乳少女（1月19日、MOODYZ）
- 超高級ロリソープ（1月20日、ピーターズ）
- 制服美少女と性交（2月15日、ドリームチケット）
- ももかさくらの実家に、彼氏のフリして泊まりに行きます。（2月21日、プレステージ）
- むちむち爆乳少女に悪戯（3月1日、MOODYZ）
- むっちりロリ巨乳娘のエッチなスク水授業（3月9日、I.B.WORKS）
- ももかさくらがあなたの朝勃ちヌキに行きます。（3月13日、プレステージ）
- 無限絶頂アクメ（3月13日、プレステージ）
- 愛欲の蟻地獄（3月13日、E-BODY）
- MOODYZファン感謝祭 バコバコバスツアー2012 小悪魔痴女たちの誘惑大乱交SP（3月13日、MOODYZ）他15名共演
- ボイン大好きしょう太くんのHなイタズラ（4月5日、グローリークエスト）
- 近親夜這い（4月19日、グローリクエスト）共演：つくし、有村千佳、仁科百華、高沢沙耶
- 女は男ヲ爆乳で犯ス（4月25日、美）共演:前田優希
- ももかさくらのソープしちゃうぞ（5月18日、クリスタル映像）
- 1日に5回も犯された不幸過ぎる少女（5月24日、ATOM）
- ミラクル爆乳（6月1日、h.m.p）
- 数年ぶりに会った叔父さんに「昔みたいに、一緒にお風呂に入ろうよ」と成長した身体を平気で見せる巨乳の姪っ子（6月7日、グローリークエスト）
- 陵辱巨乳幼妻 義父に性玩具にされた若い乳房（6月21日、ヒビノ）
- 爆乳JKは小悪魔ビッチ（6月26日、ラマ）
- 俺は50過ぎて巨乳で若い娘が好きなので再婚相手に隠れて手を出した（7月19日、ヒビノ）
- じっくり見せる極上パイズリ（7月19日、CROSS）
- 都内高級ジムインストラクター爆乳中出し（7月26日、サムシング）
- マゾ乳 生中出し（7月28日、ゲインコーポレーション）
- いつも気になるあの娘はノーブラボイン 2（8月2日、グローリークエスト）
- 挟射中出しパラダイス（8月19日、エムズビデオグループ）
- 義父のすご〜くいやらしい接吻のトリコになった若妻（8月23日、ヒビノ）
- 妹おっぱい（8月25日、ゲインコーポレーション）
- 素股で生チ○ポを生マ○コで擦ってたら、気持ちいいから腰をグラインドさせすぎて…「あっ!入っちゃった!」ナマ挿入!お互い気持ちよすぎて訳もわからず最後は中出し! 2（9月6日、グローリークエスト）共演:杏美月、石黒樹里、宇佐美なな、前田優希
- 制服美少女の手淫（11月9日、ドリームチケット）共演:立花くるみ、はるか真菜、鈴木凛々、白鳥あすか、宇佐美なな、松下ひかり、木村つな
- 地味子は隠れ巨乳 17（11月15日、ケー・トライブ）
- 巨乳いもうと中出し 13（12月15日、ケー・トライブ）

#### 「桜咲ひな」名義
2013年
- 恥ずかしい失禁 羞恥で溢れだす女子陸上選手の泉　 桜咲ひな（2月1日、Fitch）
- 小悪魔JK 大胆パンチラコレクション⑥（3月25日、アロマ企画）共演:木崎実花、長谷川しずく、みなもとすず、友田彩也香、葵野まりん
- 舐めっ子女子校生 キミの全身ベロベロ舐め回しちゃうモン！ 積極的なオンナの子！覚悟してね！男子たち！　桜咲ひな（4月2日、プレステージ）
- 閉じる突然パンチラで挑発されてこっそりシゴいちゃった僕。 その8（11月25日、アロマ企画）共演:西園寺れお、桜井あゆ、波多野結衣、河原美咲
- 机の下のフェラチオ #2（12月13日、アロマ企画）共演:大石美咲、乙葉ななせ、松井加奈、水原薫子、穂村さやか、篠宮ゆり、心望みこ

2014年
- 大胆ブルマ ブルマ美少女挑発遊戯（1月25日、アロマ企画）共演:市川とわ、内村りな、久保田愛梨、比留間千沙

2015年
- 人妻リアル不倫 流出ラブホ盗撮 Onafes SP」“回復祝い 人妻看護師と元患者” (1月6日、ビッグモーカル)

## 出演
- スパローズのギリギリアウツ!? #105（2014年5月1日、ニコジョッキー）